# Elizabeth (New Jersey)

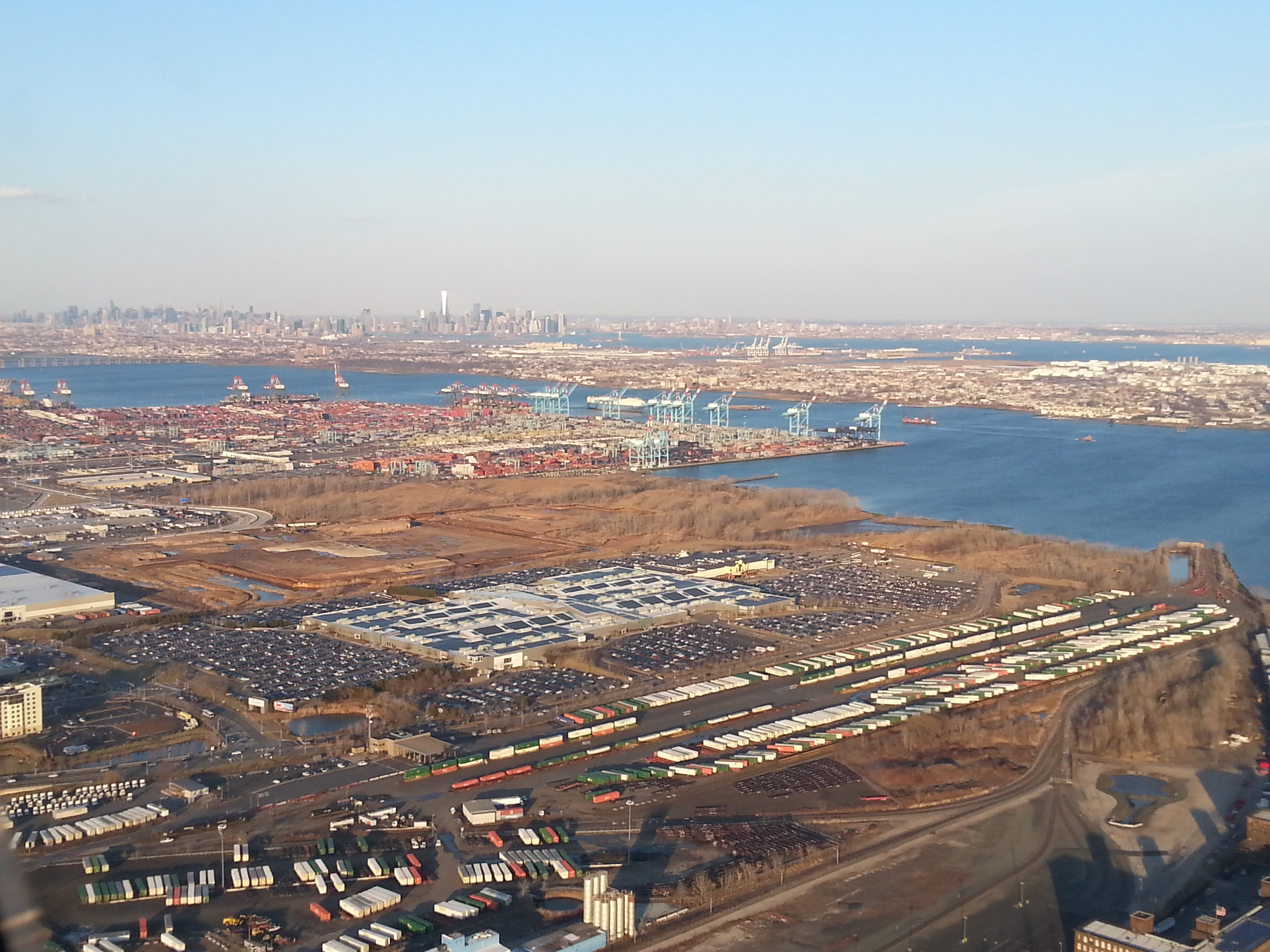
Der Port Newark-Elizabeth Marine Terminal. Im Hintergrund Manhattan

Elizabeth ist eine Stadt im Union County des Bundesstaats New Jersey in den USA als auch der County Seat (Verwaltungssitz) des Union County.
Das U.S. Census Bureau ermittelte bei der Volkszählung 2020 eine Einwohnerzahl von 137.298.

## Geographie
Nach dem United States Census Bureau hat die Stadt eine Gesamtfläche von 35,4 km², davon 31,6 km² Land- und 3,7 km² (10,47 %) Wasserfläche.

## Geschichte
Elizabeth wurde 1665 gegründet und ist nach der Frau von Sir George Carteret benannt, nicht nach Königin Elisabeth I., wie oft angenommen wird.
Elizabeth entwickelte sich über viele Jahre parallel zur benachbarten Stadt Newark, wurde jedoch von den Unruhen der 1960er Jahre verschont.
Mit dem Zweiten Weltkrieg sind die Hafeneinrichtungen von Newark und Elizabeth gewachsen und gehören zu den geschäftigsten Seehäfen der Welt.

## Demographie
Nach der Volkszählung von 2000 gibt es 120.568 Menschen, 40.482 Haushalte und 28.175 Familien in der Stadt. Die Bevölkerungsdichte beträgt 3809,5 Einwohner pro km². 55,78 % der Bevölkerung sind Weiße, 19,98 % Afroamerikaner, 0,48 % amerikanische Ureinwohner, 2,35 % Asiaten, 0,05 % pazifische Insulaner, 15,51 % anderer Herkunft und 5,86 % Mischlinge. 49,46 % sind Latinos unterschiedlicher Abstammung.
Von den 40.482 Haushalten haben 36,6 % Kinder unter 18 Jahre. 42,9 % davon sind verheiratete, zusammenlebende Paare, 19,1 % sind alleinerziehende Mütter, 30,4 % sind keine Familien, 24,6 % bestehen aus Singlehaushalten und in 8,4 % Menschen sind älter als 65. Die Durchschnittshaushaltsgröße beträgt 2,91, die Durchschnittsfamiliengröße 3,45.
26,3 % der Bevölkerung sind unter 18 Jahre alt, 10,8 % zwischen 18 und 24, 33,7 % zwischen 25 und 44, 19,3 % zwischen 45 und 64, 10,0 % älter als 65. Das Durchschnittsalter beträgt 33 Jahre. Das Verhältnis Frauen zu Männer beträgt 100:98,0, für Menschen älter als 18 Jahre beträgt das Verhältnis 100:96,1.
Das jährliche Durchschnittseinkommen der Haushalte beträgt 35.175 USD, das Durchschnittseinkommen der Familien 38.370 USD. Männer haben ein Durchschnittseinkommen von 30.757 USD, Frauen 23.931 USD. Das Prokopfeinkommen der Stadt beträgt 15.114 USD. 17,8 % der Bevölkerung und 15,6 % der Familien leben unterhalb der Armutsgrenze, davon sind 22,2 % Kinder oder Jugendliche jünger als 18 Jahre und 17,2 % der Menschen sind älter als 65 Jahre.

## Einwohnerentwicklung
| Jahr | Einwohner¹ |
| ---- | ---------- |
| 1980 | 106.201    |
| 1990 | 110.002    |
| 2000 | 120.599    |
| 2010 | 124.969    |
| 2020 | 137.298    |

¹) 1980–2020: Volkszählungsergebnisse

## Verkehr
Der internationale Flughafen Newark befindet sich größtenteils im Stadtgebiet von Elizabeth, ebenso wie einer der größten Containerumschlagplätze der USA, Port Newark-Elizabeth Marine Terminal.
Durch den New Jersey Turnpike (Interstate 95) ist Elizabeth direkt an das Fernstraßennetz angebunden. Die Interstate 278 verbindet Elizabeth über die Goethals Bridge mit dem New Yorker Stadtbezirk Staten Island. Der Garden State Parkway verläuft wenige Kilometer westlich der Stadt.
An den beiden Bahnhöfen Elizabeth (Broad Street) und North Elizabeth halten die Regionalzüge der Northeast Corridor Line und der North Jersey Coast Line von New Jersey Transit in und aus Richtung New York City (Penn Station). Es bestehen außerdem Buslinien nach New York City (Port Authority Bus Terminal), zum Flughafen Newark und zur Newark Penn Station.

## Bauwerke
- Hersch Tower (1931)
- Goethals Bridge (1929)

## Wirtschaft
Überregional bekannt ist das Einkaufszentrum Jersey Gardens am Rande der Stadt, in dem mehrere große Modehersteller mit eigenen Outlet-Stores vertreten sind.

## Söhne und Töchter der Stadt
- Louis Abell (1884–1962), Ruderer
- Ray Acosta (* 1983), Basketballschiedsrichter
- Matthias William Baldwin (1795–1866), Industrieller
- Rick Barry (* 1944), Basketballspieler
- Todd Bowles (* 1963), Footballspieler und -trainer
- David Brody (* 1930), Historiker
- Hubie Brown (* 1933), Basketballtrainer
- Michael Chertoff (* 1953), Heimatschutzminister der USA
- Abraham Clark (1725–1794), Politiker
- John Hopkins Clarke (1789–1870), Politiker
- Freddie Cochrane (1915–1993), Boxer
- John Edward Cohill (1907–1994), römisch-katholischer Ordensgeistlicher, Bischof von Goroka
- Ichabod Crane (1787–1857), Offizier
- Valerie Cruz (* 1976), Schauspielerin
- Elias Dayton (1737–1807), Kommandant im 18. Jahrhundert, Vater von Jonathan Dayton
- Jonathan Dayton (1760–1824), Politiker
- John De Hart (1727–1795), Jurist und Politiker
- Chuck Feeney (1931–2023), Unternehmer und Philanthrop
- Marty Fogel (* 1945), Fusionmusiker
- Andy Fusco (1948–2021), Jazzmusiker
- Chris Gatling (* 1967), Basketballspieler
- Benjamin Gitlow (1891–1965), Politiker
- Kate Jennings Grant (* 1970), Theater- und Filmschauspielerin
- William Aloysius Griffin (1885–1950), Bischof von Trenton
- William F. Halsey (1882–1959), Admiral des Zweiten Weltkriegs
- Daniel Hugh-Kelly (* 1952), Schauspieler
- Horace Jenkins (* 1974), Basketballspieler
- Marsha P. Johnson (1946–1992), LGBT-Aktivist
- Paul LaMastra (* 1941), Filmeditor
- Samuel L. Leonard (1905–2007), Zoologe
- Emilie Martin (1869–1936), Mathematikerin und Hochschullehrerin
- Thomas Mitchell (1892–1962), oscarprämierter Schauspieler und Autor
- John Morris (1926–2018), Komponist
- Roberto Octavio González Nieves (* 1950), römisch-katholischer Ordensgeistlicher, Erzbischof von San Juan de Puerto Rico
- Aaron Ogden (1756–1839), Politiker
- Elizabeth Peña (1959–2014), Schauspielerin
- Debralee Scott (1953–2005), Schauspielerin
- Mike Swain (* 1960), Judoka
- Philip Taaffe (* 1955), Maler
- John W. Vogt Jr. (1920–2010), General der United States Air Force
- Malinda Williams (* 1970), Filmschauspielerin
- Tony Williams (1928–1992), Sänger der Gruppe The Platters
- Catherine Bauer Wurster (1905–1964), Stadtplanerin

## Nachweise
1. ↑  www.elizabethnj.org. (abgerufen am 13. Mai 2022).
2. ↑  Explore Census Data Total Population in Elizabeth city, New Jersey. US Census Bureau, abgerufen am 11. Dezember 2024 (englisch).
3. ↑  Patricia Alex, Kathleen Lynn: How Port Newark Moves the World. In: New Jersey monthly. 18. Juli 2019, abgerufen am 3. Mai 2021 (englisch).